# 3-Силилпентасилан
3-Силилпентасилан — бинарное неорганическое соединение
кремния и водорода с формулой Si6H14,
бесцветная жидкость,
реагирует с водой.

## Получение
- Пиролиз моносилана и дисилана при нагревании при пониженном давлении с последующей фракционной перегонкой.

## Физические свойства
3-Силилпентасилан образует бесцветную жидкость, которая
реагирует с водой и медленно разлагается уже при комнатной температуре.
Растворяется в этаноле и сероуглероде.